# 曹敬
曹敬（1460年—？），字德輿，直隸真定府藁城縣人，民籍，明朝政治人物。

## 生平
成化十六年（1480年）庚子科順天府鄉試第八十七名舉人。弘治三年（1490年）中式庚戌科會試第一百十一名，三甲第八十七名進士。弘治四年（1491年）任河南杞縣知縣，身後入祀名宦祠。

## 家族
曾祖曹文中；祖父曹彬；父曹志剛，母姚氏。严侍下。